# Alvimopán
El Alvimopán o Alvimopan (nombre comercial Entereg) es un fármaco que actúa como antagonista periférico de los receptores opioides μ. Debido a su limitada capacidad para atravesar la barrera hematoencefálica y alcanzar los receptores opioides μ del sistema nervioso central, se evitan los efectos clínicos indeseables de los antagonistas opioides de acción central (como la reversión de la analgesia mediada por opioides) sin afectar el bloqueo previsto de los receptores opioides μ en el tracto gastrointestinal.
Actualmente, solo cuenta con la aprobación de la Administración de Alimentos y Medicamentos (FDA) para el tratamiento del íleo posoperatorio, la cual recibió en mayo de 2008.